# Lubomír Pokluda
Lubomír Pokluda (Frýdek-Místek, 17 de março de 1958) é um ex-futebolista profissional tcheco que atuava como meio-campo, campeão olímpico em Moscou 1980

## Carreira
Lubomír Pokluda representou o seu país nos Jogos Olímpicos de Verão de 1980, conquistando a medalha de ouro.